# Wolfgang Schumann (Politiker)
Wolfgang Schumann (* 5. Juni 1929 in Stargard) ist ein deutscher Politiker (SPD).

## Leben und Beruf
Nach dem Besuch der Volksschule Reetz von 1935 bis 1939 besuchte er von 1939 bis 1945 die Oberschule Arnswalde und geriet in sowjetische Gefangenschaft. Von 1949 bis 1950 besuchte er die Fachschule für Forstwirtschaft Eberswalde zur Ausbildung zum gehobenen Forstdienst. Im Jahr 1953 flüchtete er in die Bundesrepublik und arbeitete bis 1954 als Hilfsförster in der Gemeinde Hermeskeil. Von 1954 bis 1977 war er Forstbetriebsbeamter beim Forstbetriebsverband Windesheim. Mit dem Besuch der VWA Rheinland-Pfalz erwarb er das Verwaltungsdiplom.

## Partei
Schumann ist seit 1958 Mitglied der SPD. Er war Vorsitzender des SPD-Ortsvereins Windesheim und der Verbandsarbeitsgemeinschaft Langenlonsheim. Darüber hinaus war er stellvertretender SPD-Kreisvorsitzender Bad Kreuznach und stellvertretender SPD-Vorsitzender des Unterbezirks Bad Kreuznach-Birkenfeld.

## Öffentliche Ämter

### Landtag Rheinland-Pfalz
Schumann wurde am 28. November 1977 Mitglied im Rheinland-Pfälzischen Landtag. Er rückte für den verstorbenen Wilhelm Dröscher nach. Bei der Landtagswahl 1979 wurde er wiedergewählt, schied aber bereits am 5. September 1979 wieder aus dem Landtag aus. In der 9. Wahlperiode war er Mitglied im  Ausschuss für Landwirtschaft, Weinbau und Forsten und im Ausschuss für Umwelt.

### Kommunale Funktionen
Schumann war von 1960 bis 1974 Mitglied der Amtsvertretung bzw. des Gemeinderats der Verbandsgemeinde Langenlonsheim. Mitglied des Kreistags Bad Kreuznach war er von 1968 bis 1972. Im Anschluss übte er bis 1979 die Funktion des Kreisdeputierten aus. Im Anschluss war er für 15 Jahre bis 1994 Bürgermeister der Verbandsgemeinde Meisenheim. Darüber hinaus war er von 1984 bis 1999 Stadtbürgermeister von Meisenheim.

## Sonstiges Engagement
Schumann ist seit 1954 Mitglied der Gewerkschaft Gartenbau, Land- und Forstwirtschaft und war von 1972 bis 1974 Vorsitzender der Landesfachgruppe Forstbeamte.